# ژاک بولنژه
ژاک بولنژه (به فرانسوی: Jacques Boulenger) مورخ، منتقد ادبی و روزنامه‌نگار قرن نوزدهم میلادی اهل فرانسه است.